# 44 (nombre)
« Quarante-quatre » redirige ici. Pour l'année, voir 44.
Le nombre 44 (quarante-quatre) est l'entier naturel qui suit 43 et qui précède 45.

## Nombre en mathématiques
Le nombre 44 est :
- la somme des trois premières puissances de 2 d'exposant premier (22 + 23 + 25 = 44) ;
- un nombre composé deux fois brésilien car 44 = 4410 = 2221 ;
- un nombre tribonaccique ;
- un nombre octaédrique ;
- un nombre heureux ;
- le deuxième nombre uniforme de la classe U4 ;
- 44-graphe de Grinberg.

## Numéro ou nombre dans d’autres domaines

### Administration

#### Subdivision territoriale
- numéro du département français de la Loire-Atlantique.
- le Quartier Sainte-Marguerite, 44e quartier de Paris, suivant une division administrative de Paris.
- Blok 44, quartier de Belgrade.

#### Unité militaire française
- 44e bataillon de chasseurs à pied.
- 44e corps d’armée.
- 44e division d’infanterie.
- 44e régiment d’infanterie.
- 44e régiment d’infanterie coloniale.
- 44e régiment d’infanterie territoriale.
- 44e régiment de transmissions.

#### Unité militaire allemande
- 44e division d’infanterie.
- Jagdverband 44, une unité de chasseurs de la Luftwaffe.
- Unterseeboot 44, un sous-marin allemand (1939).

#### Unité militaire américaine
- USS California (BB-44), un cuirassé américain.

#### Unité militaire britannique
- 44e régiment royal de chars.
- 44e division d'infanterie.

#### Unité militaire polonaise
- 44e division d’infanterie.

### Arts

#### Cinéma
Films :
- 44 Inch Chest
- 44 Minutes de terreur, un téléfilm américain
- Moon 44

#### Littérature
- Évasion 44, un roman d’Yvonne Pagniez
- Normandie juin 44, une série de bande dessinée

#### Musique
- Numéro d’opus :
  - Variations op. 44 de Ludwig van Beethoven
  - Quatuors op. 44 de Mendelssohn Bartholdy
- +44, un groupe de punk rock américain.

### Histoire
- Années historiques : -44, 44 ou 1944.
- Musée août 44, désignation de deux musées différents sur le thème de la libération de la France, l'un à Duclair en Seine-Maritime, l'autre, privé, à Falaise dans le Calvados.

#### Droit
- Article 44 de la Constitution de la Cinquième République française

#### Événement
- 44e cérémonie des British Academy Film Awards
- 44e cérémonie des National Society of Film Critics Awards
- 44e cérémonie des Oscars

#### Personnalité
- 44e président des États-Unis

### Sciences

#### Agronomie
- Malègue 44-53 est un cépage

#### Astronomie
- M44, un objet du catalogue Messier
- OTS 44, une naine brune
- (44) Nysa, un astéroïde

#### Chimie
- Le numéro atomique du ruthénium, un métal de transition.

#### Géographie
- 44e méridien est
- 44e méridien ouest
- 44e parallèle nord
- 44e parallèle sud

### Société
- Le nombre d'années de mariage des noces de topaze
- Semaine 44, la 44e semaine de l’année civile

#### Jeu
- Mémoire 44, un jeu de plateau avec figurines ayant pour thème la Seconde Guerre mondiale

#### Organisation
- G-44, un club de football groenlandais

#### Religion
- le numéro de la sourate Ad-Dukhan dans le Coran

### Technique

#### Arme
- ARL 44, un modèle de char français
- T-44, un modèle de char soviétique
- Focke-Wulf Fw 44, un modèle d’avion de chasse allemand
- Nakajima Ki-44, un modèle d’avion de chasse japonais
- Praga BH-44, un modèle d’avion de chasse tchécoslovaque
- Carabine Arizaka Type 44, un fusil de guerre japonais
- UUM-44 SUBROC, un missile américain
- Calibre 44 d’une arme à feu, exprimé en centièmes de pouce :
  - .44 Magnum
  - .44 Special
  - .44 Webley
  - .44-40 WCF

#### Construction
- 44 Monroe, un immeuble américain

#### Télécommunication
- L'indicatif téléphonique international pour appeler le Royaume-Uni.

#### Transport
- Ligne 44

Voie
- Sentier de grande randonnée 44, un chemin français
- Route nationale 44, une route française
- Route nationale 44bis, une route française
- Bundesstraße 44, une route allemande
- Bundesautobahn 44, une autoroute allemande
- Route européenne 44
- Interstate 44, une route américaine
- Autoroute espagnole A-44
- Route 44, une route islandaise

Véhicule
- Bugatti Type 44, une automobile du constructeur Bugatti
- Daf 44, une automobile du constructeur DAF
- Heuliez GX 44, un bus du constructeur Heuliez
- Sun magic 44, un voilier du constructeur Jeanneau

## En toutes lettres
Quarante-quatre est aussi :
- Une variante d'un jeu de poker.
- Le nom d'un mystérieux sauveur de la Pologne prophétisé dans le drame d'Adam Mickiewicz Dziady.